# 2022年梅竹賽

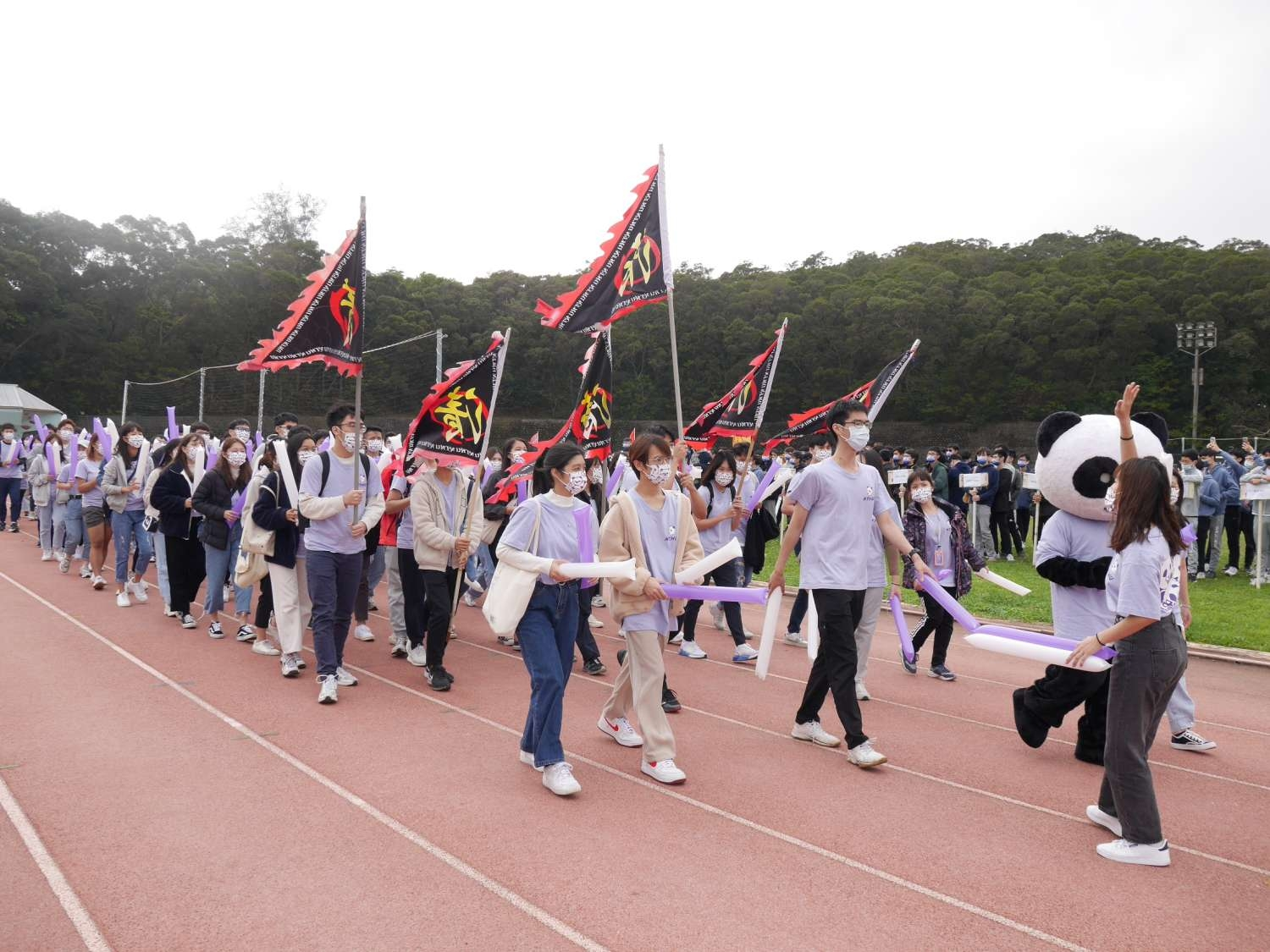
壬寅梅竹賽清大進場

民國111年（2022年）壬寅梅竹賽為第五十四屆國立清華大學與國立陽明交通大學之間的梅竹賽，於2022年2月25日至2月27日舉行。本屆賽事由國立清華大學主辦，國立陽明交通大學協辦，賽事口號為「壬寅梅竹至，驕陽清風爭」，此為國立陽明大學及國立交通大學兩校於2021年2月1日正式合併後的第二次梅竹賽。賽事結果，國立清華大學以5.5比4.5獲得本屆總錦標。
本屆賽事2月25日下午於清華大學田徑場開幕，由清大校長賀陳弘與陽明交大校長林奇宏共同擊鑼，並邀請新竹市副市長沈慧虹與會。雙方籌委會達成協議，梅竹賽規則比照大專盃，減少爭議，之後也將引進陽光法案，可讓未來賽事更透明順利。

## 賽事結果

### 正式賽
| 項目         | 比賽日期                     | 勝隊     | 備註                       |
| ------------ | ---------------------------- | -------- | -------------------------- |
| 桌球         | 2022年2月25日                | 陽明交大 | 4：0，陽明交大獲勝         |
| 羽球         | 2022年2月25日                | 清大     | 4：1，清大獲勝             |
| 橋藝         | 2022年2月26日－2022年2月27日 | 陽明交大 | 66.06：13.94，陽明交大獲勝 |
| 棋藝（象棋） | 2022年2月26日                | 平手     | 6：6，雙方平手，各得0.5點  |
| 網球         | 2022年2月26日                | 陽明交大 | 3：2，陽明交大獲勝         |
| 棒球         | 2022年2月26日                | 清大     | 15：1，清大獲勝            |
| 女籃         | 2022年2月26日                | 清大     | 67：63，清大獲勝           |
| 男籃         | 2022年2月26日                | 陽明交大 | 68：46，陽明交大獲勝       |
| 男排         | 2022年2月27日                | 清大     | 3：1，清大獲勝             |
| 女排         | 2022年2月27日                | 清大     | 3：0，清大獲勝             |
| 總錦標       |                              | 清大     | 5.5：4.5，清大取得總錦標   |

### 表演賽
| 項目 | 比賽日期      | 勝隊     | 備註               |
| ---- | ------------- | -------- | ------------------ |
| 足球 | 2022年2月25日 | 清大     | 1：0，清大獲勝     |
| 女桌 | 2022年2月25日 | 清大     | 3：1，清大獲勝     |
| 劍道 | 2022年2月25日 | 清大     | 2：1，清大獲勝     |
| 圍棋 | 2022年2月26日 | 陽明交大 | 6：5，陽明交大獲勝 |
| 射箭 | 2022年2月27日 | 陽明交大 | 4：1，陽明交大獲勝 |
| 壘球 | 2022年2月27日 | 清大     | 5：1，清大獲勝     |

## 外部連結
- 壬寅梅竹官方網站 （页面存档备份，存于）
- 梅竹籌備委員會的Facebook專頁
- 梅竹籌備委員會的Instagram帳戶
- 壬寅梅竹宣傳曲－梅竹魂 （页面存档备份，存于）